# Mantsjoekwo

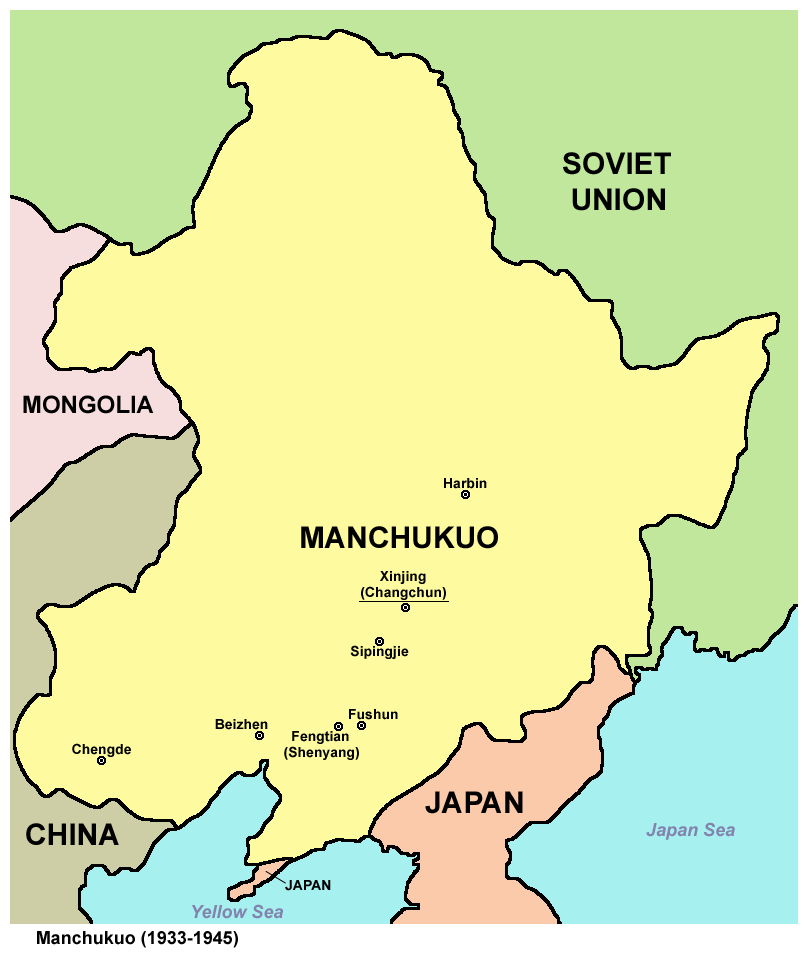

Mantsjoekwo of Mandsjoekwo (Chinees: 滿洲國 / 满洲国 , Mănzhōu Guó, Japans: 滿洲國, Manshū koku of Manshū teikoku (満洲帝国), wat betekent "Keizerrijk Manshū") was de Japanse benaming van Mantsjoerije. Het was een door de Japanse bezetters gestichte vazalstaat, gelegen in de landstreek Mantsjoerije en in oostelijk Binnen-Mongolië in Noordoost-China. Het land bestond van 1932 tot 1945. De meerderheid van de bevolking bestond uit Han-Chinezen. De Mantsjoes vormden een minderheid. Andere minderheden waren Koreanen, Japanners, Mongolen en Russen.

## Ontstaan
Vanaf het begin van 20e eeuw was Mantsjoerije een strijdtoneel. Rusland, China en Japan probeerden met wisselend succes het gebied te beheersen. Nog voor de Eerste Wereldoorlog was China verdeeld in een aantal staten die onder leiding van een krijgsheer stonden. Hierdoor was er geen centrale regering, die tegen de invloeden kon vechten. Na de Russisch-Japanse Oorlog in 1904-1905 moest Rusland toelaten dat het zelf invloed verloor in China en dat Japan de grootmacht in Azië werd. Dit leidde ertoe dat er niets meer in de weg stond tussen het Chinese vasteland en Japan. Deze houding van Japan werd nog versterkt toen de bolsjewieken in 1917 de macht in Rusland grepen en de Sovjet-Unie tot 1939 een isolationistische politiek voerde.
Het Japanse imperialisme was erop gericht om heel Oost-Azië onder keizer Hirohito te verenigen en China was een van de eerste doelen.
Na China in 1931 te zijn binnengevallen, riep Japan op 18 februari 1932 de staat Mantsjoekwo uit. De laatste Chinese keizer Xuantong (Pu Yi) van de Qing-dynastie (die ooit was gesticht vanuit Mantsjoerije) werd het staatshoofd. In 1934 werd hij zelfs tot keizer van Mantsjoekwo gekroond. In mei 1933 tekenden Japan en China de Wapenstilstand van Tanggu, een ongelijk verdrag waarmee Mantsjoekwo door de Chinezen werd erkend.

## Vazalstaat
In naam was Mantsjoekwo onafhankelijk, maar de Japanners maakten er de dienst uit. De internationale gemeenschap ging dan ook niet over tot erkenning. De Amerikaanse minister van buitenlandse zaken Henry Stimson verklaarde, dat uit onrecht geen recht kon voortkomen. President Hoover weigerde echter economische sancties te treffen.
De Japanners investeerden in de jaren 30 veel geld in dit land. Zo kon het gebeuren dat Mantsjoekwo in 1937 de meeste industrieën bezat van het hele Aziatische continent. Het stadje Changchun werd uitgebreid tot een grote stad en werd onder de naam Hsinking de hoofdstad van Mantsjoekwo. De leiders in het land zorgden ervoor dat de Japanners belangrijke voorraden kregen om zo de oorlog voort te zetten. Ook leverde het een klein leger aan de Japanners.
De Japanners bezaten het monopolie op de handel in opium en heroïne. Zij probeerden zoveel mogelijk Mantsjoes verslaafd te maken.
De keizer werd volledig door de Japanners gecontroleerd en hij werd als hun "marionet" beschouwd. Het hof had de kenmerken van een operettestaat met veel pracht en praal. Zie daarvoor ook de Lijst van Historische Orden van Mantsjoerije.

## Verovering van Mantsjoekwo
In 1945, aan het einde van de Tweede Wereldoorlog, viel de Sovjet-Unie het land binnen tijdens Operatie Augustusstorm. De reeds ernstig verzwakte troepen van de keizer werden verdreven. Sinds 1949 maakt Mantsjoerije deel uit van de Volksrepubliek China, die het land na een lange en bloedige oorlog veroverde.